# 奧斯瓦瓦河
49°32′05″N 22°16′04″E / 49.5347°N 22.2678°E

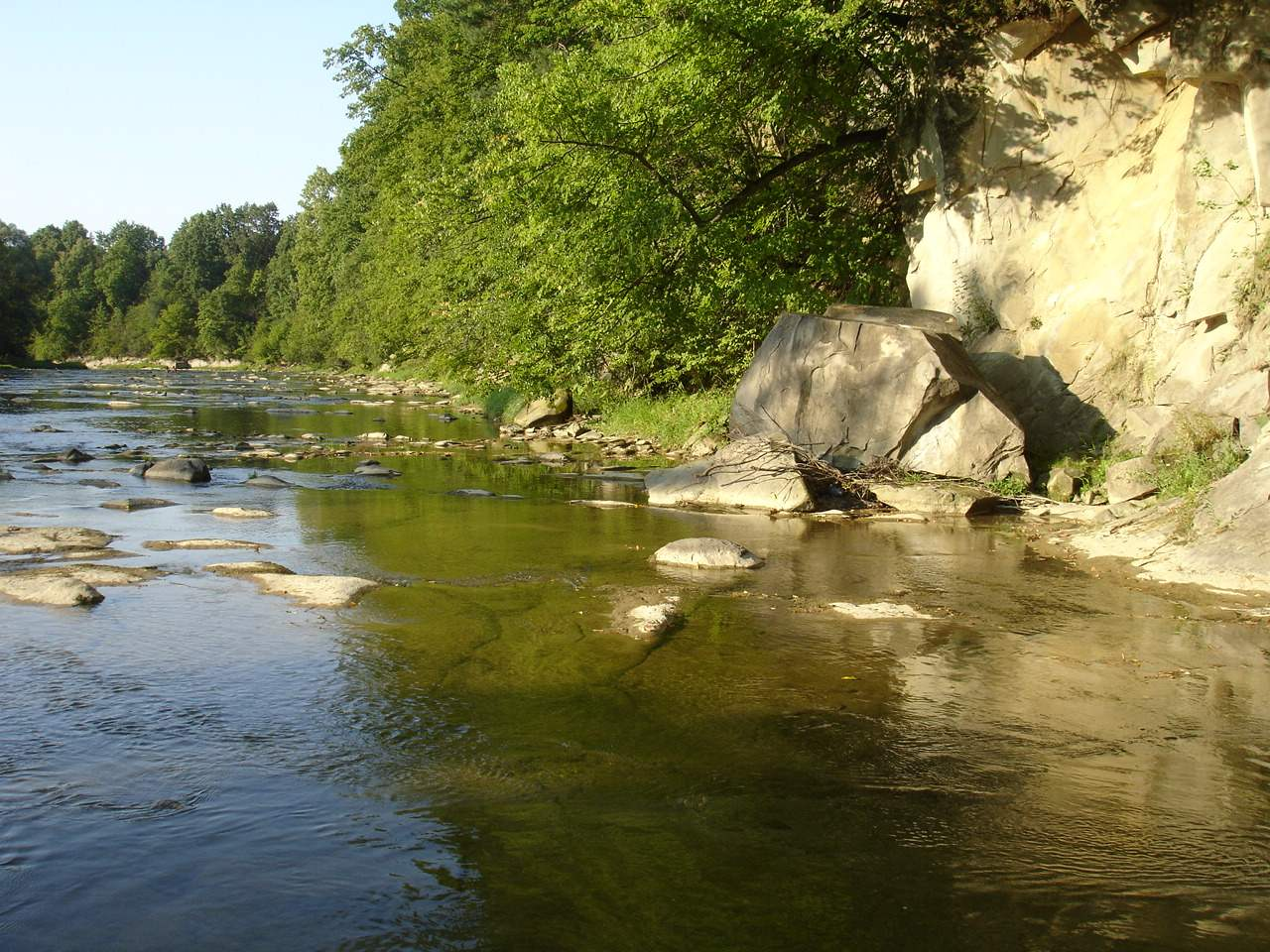

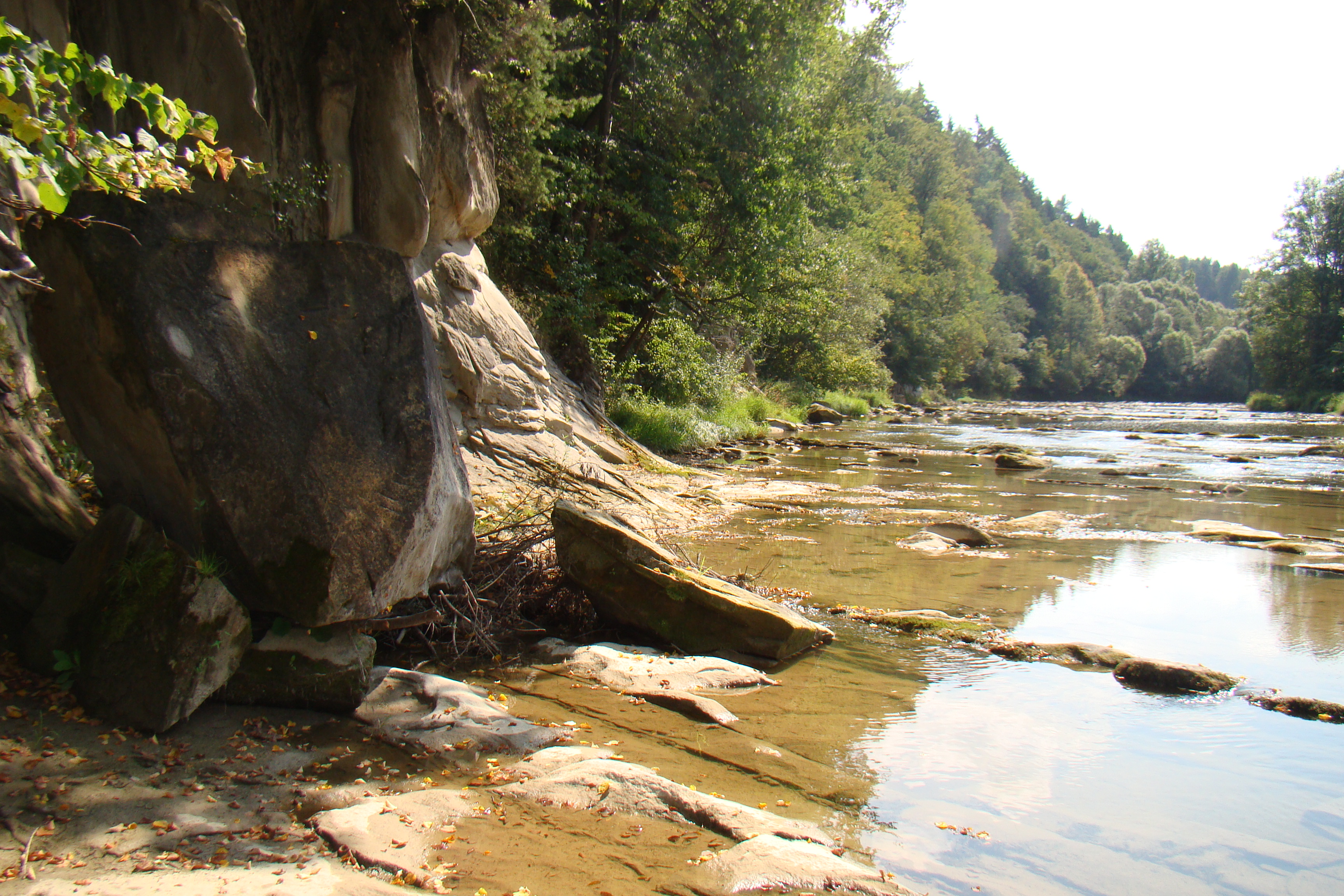

奧斯瓦瓦河是波蘭的河流，位於該國南部，處於喀爾巴阡山省，屬於桑河的左支流，河道全長55公里，流域面積503平方公里，河口處在扎古日以北。